# Caroline Boissier-Butini
Pour les articles homonymes, voir Boissier et Butini.
Caroline Boissier-Butini, née Caroline Louise Butini le 2 mai 1786 à Genève et morte le 9 mars 1836 à Pregny-Chambésy, est une pianiste et compositrice genevoise puis suisse.

## Biographie

### Jeunesse
Caroline Boissier-Butini est née dans une famille de la bourgeoisie genevoise, ses parents sont Pierre Butini et Jeanne-Pernette Bardin[source insuffisante]. Son père est médecin renommé et grand amateur de musique. Elle commence le piano pendant son adolescence. 
À 20 ans, elle note dans son journal intime : « J’ai consacré un tiers de ma vie à la musique ». À 22 ans, elle se marie à Auguste Boissier. Elle n'arrête pas l'étude du piano après son mariage et continue de pratiquer intensivement la musique. Son mari est lui-même violoniste amateur et soutient ses activités de pianiste et de compositrice. Le couple a deux enfants : Edmond Boissier en 1810 et Valérie Boissier, future comtesse de Gasparin, en 1813.

### Carrière
À la suite de sa mention dans l'Allgemeine musikalische Zeitung de Leipzig le 1er mars 1815, la réputation de Caroline Boissier-Butini dépasse les frontières de la Suisse. Dans cette chronique, le correspondant du journal relate la facilité inouïe avec laquelle l’artiste joue du pianoforte et interprète un concerto de sa création. Elle apparaît cinq fois à l'affiche de la Société de musique pour présenter ses propres compositions. Elle se produit plusieurs fois dans les concerts de la Société de musique de Genève, notamment pour y jouer ses propres œuvres. Elle compose une grande majorité de pièces purement instrumentales. Elle a aussi été ethnomusicologue, car dans une lettre de 1811, elle décrit comment elle transcrit les chansons qu’une habitante de Valeyres lui a chantées.
Un second moment clé dans la carrière de Caroline Boissier-Butini est le voyage à Paris et Londres en 1818 durant lequel elle mesure son talent pianistique à celui des meilleurs pianistes de ces deux villes. Elle joue notamment devant Marie Bigot, Ferdinand Paër, Friedrich Kalkbrenner et Johann Baptist Cramer. Tous ont loué son savoir-faire de compositrice comme de pianiste. C’est également lors de ce voyage qu’elle cherche à publier certaines de ses œuvres. À la suite du refus d’Ignace Pleyel de les éditer, Caroline Boissier-Butini conclut un contrat avec l’éditeur Leduc, qui ne publie finalement aucune de ses œuvres. Les écrits laissés par Caroline Boissier-Butini soulignent le fait qu’elle avait organisé ce voyage avec des objectifs artistiques et professionnels clairement définis.
En 1818, elle achète pour son père un piano carré à cinq pédales chez le facteur d'instrument Charles Lemmes. C'est la pédale de « janissaire » qui l'aurait inspirée pour son Concerto pour piano no 5.
Elle serait l’une des personnalités du monde de la musique les plus douées de sa génération en Suisse. Les talents de compositrice et de pianiste de Caroline Boissier-Butini sont d’autant plus remarquables qu’il n’est fait nulle part mention dans ses écrits personnels de professeur de musique. Cette absence, de même que ses mentions fréquentes de moments d’auto-apprentissage, laissent supposer qu’elle s’est formée de manière autodidacte. Nicolas Bernard Scherer, organiste titulaire de la cathédrale Saint-Pierre de Genève et lui-même compositeur, est un maître envisageable.
Le journal intime que Caroline Butini tient durant les années qui précèdent son mariage nous renseigne sur l’image qu’elle se fait d’une bonne épouse et sur les attentes de la société genevoise. Dans l’emploi du temps d’une bourgeoise genevoise, il n’y a théoriquement pas de place pour une activité créatrice autonome et encore moins pour une pratique intensive de la musique, bien qu'on constate un intérêt progressif pour la musique avec la création du Conservatoire de musique de Genève en 1835. La régularité avec laquelle Caroline Boissier-Butini compose après son mariage est d’autant plus surprenante.
Elle meurt le 9 mars 1836.

### Postérité
Après sa mort, la famille a soigneusement conservé ses compositions et ses écrits personnels (journaux intimes, lettres, autres documents). En 1923, des descendants lui ont procuré une certaine notoriété en éditant, sous le nom de « Madame Auguste Boissier », le compte-rendu des leçons de piano que sa fille reçut de Franz Liszt à Paris en 1832. L’ouvrage, publié sous le titre de « Liszt pédagogue », a connu plusieurs rééditions et traductions. L’étude des œuvres et des activités musicales de Caroline Boissier-Butini jette un coup de projecteur sur une époque de bouleversements politiques, sociétaux et culturels à Genève et en Suisse, encore peu étudiée sous l’angle de la musique.

## Œuvres
Il reste 42 œuvres de Caroline Boissier-Butini, découvertes en 2002 à la bibliothèque de Genève. Lors de ses voyages à Paris elle a essayé de se faire éditer chez Pleyel, sans succès.

### Piano
- Sonate no 1
- Sonate no 2
- Sonate no 3
- Caprice et variations sur un air bohémien
- Variations sur l’air « Dormez mes chers amours »
- Caprice sur l’air d’une ballade écossaise
- Variations sur deux airs languedociens
- Fantaisie sur l’air de la belle Rosine
- Polonaise pour piano
- 1er pot-pourri
- Sonatine no 1
- Pas russe

### Œuvres symphoniques
- Concerto pour piano no 1
- Concerto pour piano no 2
- Concerto pour piano no 3
- Concerto pour piano no 4
- Concerto pour piano no 5 pour piano et orchestre « Irlandais »
- Concerto pour piano no 6 en sol majeur pour piano, flûte obligée et cordes « La Suisse » (avant 1818 ; éd. Berne 2008)
- Concerto pour piano no 7
- Symphonie pour piano no 1
- Symphonie pour piano no 2
- Symphonie pour piano no 3
- Symphonie pour piano no 4
- Symphonie pour piano no 5
- Symphonie pour piano no 7

### Musique de chambre
- Divertimento en trio pour clarinette, basson et piano

### Orgue
- Pièce pour l’orgue (avant 1818)

## Discographie
- Concerto no 6 pour piano, flûte obligée et cordes « La Suisse » ; Pièce pour l'orgue ; Sonate pour piano no 1 ; Divertissement avec rondo à la polacca pour piano, clarinette et basson - Babette Dorn, piano ; Didier Puntos, piano ; Michel Westphal, clarinette ; Catherine Pépin, basson ; Nicoleta Paraschivescu, orgue ; Eva-Maria Zimmermann, piano* ; Regula Küffer, flûte ; Berner Kammerorchester, dir. Matthias Kuhn (18 mars/22 août 2008 et 26-27 février 2009, VDE-Gallo CD-1277) (OCLC 680519156) [livret en ligne]
- Œuvres pour pianoforte : Première et deuxième sonate ; Caprice sur l'air d'une ballade écossaise ; Première sonatine ; Variations sur deux airs languedociens ; Caprice et variations sur un air bohémien - Edoardo Torbianelli, piano Broadwood, 1816 (18-21 février 2013, VDE-Gallo CD-1418) (OCLC 894480427) [livret en ligne]

## Archives
- Fonds : Papier de la famille Boissier (1739-1956) [1,6 mètre linéaire, papiers de famille, correspondances, manuscrits divers, coupures de presse].  Cote : CH-000007-9 CH BGE Ms. fr. 7491-7506. Genève : Bibliothèque de Genève (présentation en ligne).
- Sous-fonds : Le Journal de Caroline Boissier (10 septembre 1829 - 7 octobre 1830) [journal manuscrit ; 0,2 mètre linéaire]. Fonds : Papier de la famille Boissier; Cote : CH-000007-9 CH BGE Ms. fr. 7505/8. Genève : Bibliothèque de Genève (présentation en ligne).
- Sous-fonds : Boissier, Caroline, née Butini,. 77 lettres autographes signées adressées à son époux Auguste Boissier. (Genève, Sallanches, Argovie et sans lieu, 9 octobre 1811-1818 et sans date) [lettres manuscrites ; 0,2 mètre linéaire]. Fonds : Papier de la famille Boissier; Cote : CH-000007-9 CH BGE Ms. fr. 7492, f. 80-221. Genève : Bibliothèque de Genève (présentation en ligne).
- Sous-fonds : Papiers Caroline Boissier-Butini (sans date) [partitions manuscrites ; 0,5 mètre linéaire]. Fonds : Manuscrits musicaux; Cote : CH-000007-9 CH BGE Ms. mus. 97-109: Papiers Caroline Boissier-Butini. Genève : Bibliothèque de Genève (présentation en ligne).

Le fonds des familles Butini, Boissier, de Gasparin et Barbey est constitué de manuscrits provenant de six générations et comprenant dix-neuf personnes, dont les papiers de la troisième génération des Butini, soit Caroline Butini (1786-1836), qui épousa Auguste Boissier (1784-1857) et Adolphe-Pierre Butini (1792-1877), qui épousa Jeanne-Elisabeth De la Rive (1800-1886). 
Il est conservé à la Bibliothèque de Genève. La consultation est libre à la salle de lecture du Département des manuscrits et des archives privées de la Bibliothèque de Genève.